# Calabuig
|  | No s'ha de confondre amb Calabuch. |

Calabuig és una entitat de població del municipi altempordanès de Bàscara. El 2009 tenia 79 habitants. És sobre un turó, al marge dret del riu Fluvià des d'on es pot albirar part de l'Alt Empordà.
A la ubicació de l'antic castell (destruït per ordre de Jaume I el 1275) s'hi va construir l'església de Sant Feliu de Calabuig el 1691. A l'antic terme del poble també hi ha restes del Priorat de Sant Nicolau, i de les ruïnes de l'església de Sant Miquel de Terrades.
El 1846 el terme de Calabuig va ser incorporat al municipi de Bàscara, juntament amb Orriols, per la política de reducció de municipis.
A l'entorn del nucli del poble hi ha sortit en els darrers temps el nucli urbanitzat de Les Roques, majoritàriament de segones residències.